# Hrabowe (obwód doniecki)
Hrabowe (ukr. Грабове) – wieś na Ukrainie, w obwodzie donieckim, w rejonie szachtarskim, siedziba administracyjna rady wiejskiej. W 2001 roku liczyła 1000 mieszkańców. Od 2014 roku okupowane przez Federację Rosyjską (tak zwana Doniecka Republika Ludowa).
17 lipca 2014 roku we wsi miała miejsce katastrofa lotu Malaysia Airlines 17, w której zginęło 298 osób.